# Войнилы
Войни́лы (бел. Вайні́лы) — агрогородок в составе Войниловского сельсовета Чаусского района Могилёвской области Республики Беларусь.

## История
Первое упоминание о деревне известно с 1560 года, как деревня в Могилевской области ВКЛ, государственной собственности. В 1563 году- 15 дворов. С 1580 года во владении помещиков. На начало 17 столетия имелась мельница. В 1742 — 5 дворов в Горбовичском войтовстве Могилевской экономии Оршанского повета. Действовала мельница и корчма.
После 1-го раздела Речи Пасполитой (1772 год), отошла к Российской империи. В 1785 году дворцовая собственность: 37 дворов, 303 жителя. В 1858 году 125 ревизских душ в Чаусском повете. В 1878 году помещица Нечаева имела 1927 десятин земли и 3 корчмы. В 1880 — 342 жителя, 60 дворов. 
Часть сельчан, кроме земледелия занималась изготовлением колес и телег. В 1894 году начала работать винокурня (1913 год 8 рабочих, паровой двигатель). В 1897 году деревня в Голеневской волости Чаусского повета — 72 двора, 461 житель. Рядом находились фольварок — (3 дома, 23 жителя, винокурня, паровая мельница, кузница), постоялый двор — 3 жителя и усадьба — 1 двор- 8 жителей. В 1909 году 87 дворов, 615 жителей. В фольварку — 1 двор, 13 жителей, открыта школа.
Советская власть установлена в январе 1918 года.
В 1924 году открыта изба-читальня.
В 1925 году на базе дореволюционной создана трудовая школа 1-й ступени, в которой обучалось 98 учеников. Действовал кружок по ликвидации неграмотности среди взрослых. В 1934 году открылись детские ясли.
В 1940 году 132 двора, 580 жителей. Во время ВОВ с 10 07 1941 года оккупирована немецко-фашистскими захватчиками., которые сожгли 70 домов и загубили 11 жителей.
Освобождена 25 июня 1944 года частями 139 стрелковой дивизии 38 стрелкового корпуса 50-й армии 2-го Белорусского фронта, в ходе Могилевской операции 1944.
После войны деревня была восстановлена.
С 27 июня 1969 года центр Войниловского сельсовета.
В 1970 году 251 двор, 716 жителей. Начальная школа, Дом культуры, библиотека, детский сад ясли, отделение связи, фельдшерско-акушерский пункт, швейная мастерская, столовая, 3 магазина, автоматическая телефонная станция.

## Население
- 2010 год — 422 человека

## Известные уроженцы
- Ковалёв, Тарас Евдокимович  (1900—1979) — советский военачальник, полковник.